# Аргоньйос
Аргоньйос (ісп. Argoños) — муніципалітет в Іспанії, у складі автономної спільноти Кантабрія. Населення — 1650 осіб (2009).
Муніципалітет розташований на відстані близько 340 км на північ від Мадрида, 25 км на схід від Сантандера.
На території муніципалітету розташовані такі населені пункти: Ансільйо, Аргоньйос (адміністративний центр), Сереседас, Сантіусте.

## Демографія
Динаміка населення (INE ):

## Галерея зображень

Розташування муніципалітету
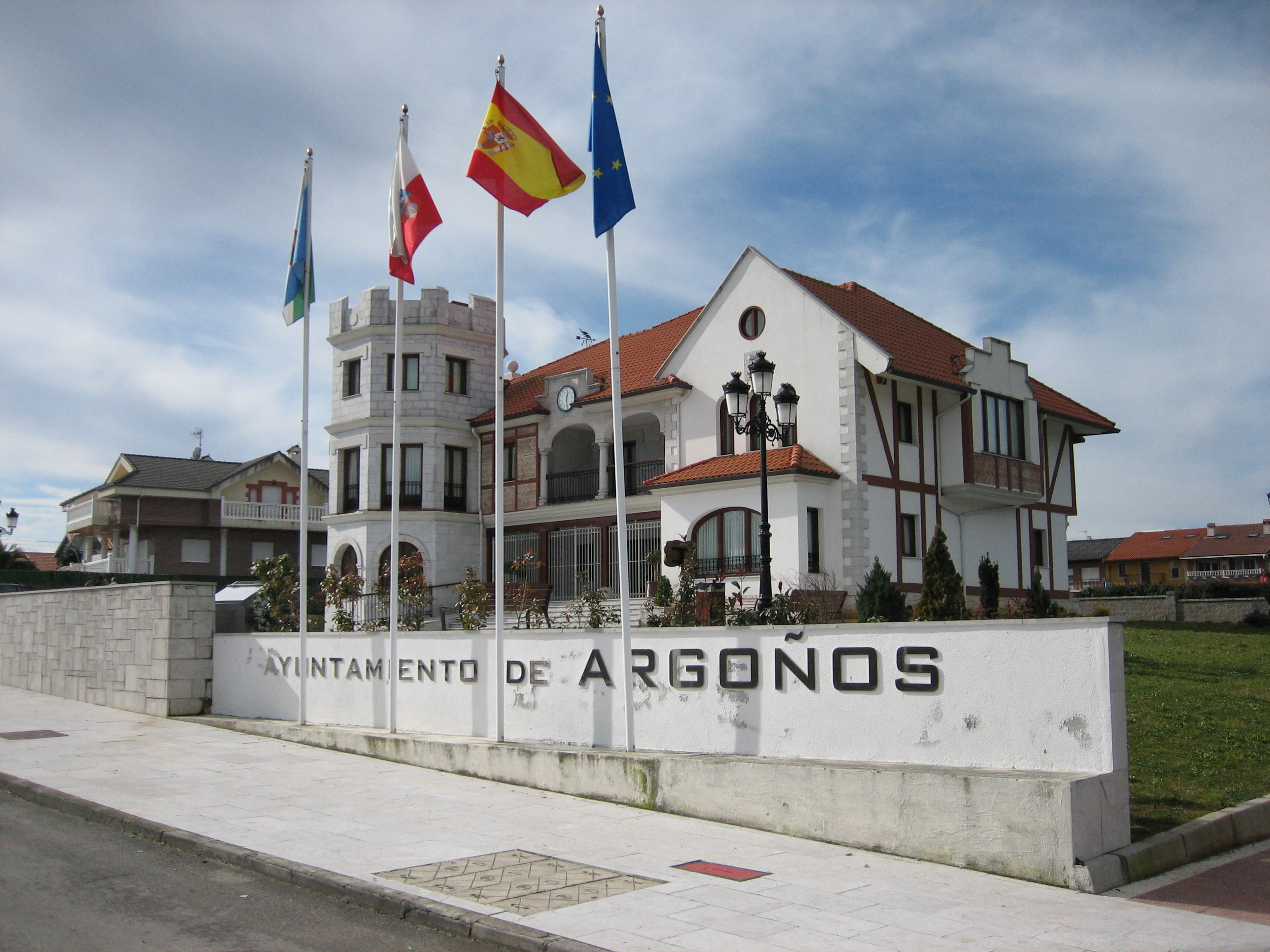
Муніципальна рада